# Geminidi
Geminidi su meteorski roj kojemu je radijant u zviježdu Blizancima, pojavljuje se u prvoj polovici prosinca. Potječe s putanje planetoida Faeton (3200 Phaethon) (asteroid) s ophodnim vremenom 1,43 godine. Geminidi i kvadrantidi su jedini meteorski rojevi koji ne potječu od kometa. Kreću se dosta sporo s brzinom od 35 km/s. Izgleda da su Geminidi sve izraženiji, tako da u zadnje vrijeme dostižu od 120 do 160 meteora na sat. Prvi puta su zapaženi godine 1862., puno kasnije nego recimo Perzeidi (36.) ili Leonidi (902.). Geminidi izgaraju iznad visine od 38 kilometara.
| Godina | Geminidi vidljivi između | Vrhunac pojave     | Meteora na sat maks. |
| ------ | ------------------------ | ------------------ | -------------------- |
| 2006.  | 7. – 17. prosinca        | 14. prosinca       | 115                  |
| 2007.  |                          | 15. prosinca       | 122                  |
| 2008.  |                          | 14. prosinca       | 139                  |
| 2009.  |                          | 13. prosinca       | 120                  |
| 2010   | December 7–17            | 14. prosinca       | 127                  |
| 2011.  |                          | 14. prosinca       | 198                  |
| 2012.  | 4. – 17. prosinca        | 13. – 14. prosinca | 109                  |
| 2013.  | 4. – 17. prosinca        | 14. prosinca       | 134                  |